# Marc VI d'Alexandrie (Copte)
Pour les articles homonymes, voir Marc.
Marc VI d'Alexandrie (Copte)  (mort le 20 avril 1656) est le 101e patriarche copte d'Alexandrie.

## Biographie
Originaire de Bahgourah, il se nomme Marcos El-Bahgoury et devient moine au monastère Saint-Antoine. Après le décès du 100e patriarche, Mathieu III d'Alexandrie, l'archonte Beshara, le dirigeant laïc de cette époque avec l'accord de la population le désigne comme patriarche. Anba Khristozolo, évêque de Jérusalem, préside la célébration de son couronnement un dimanche le 15 de Barmoudah, 1362 A.M. c'est-à-dire le 20 avril 1646 (selon les Bollandistes en 1645). Il prend alors le nom de Marc VI. Après son ordination un conflit éclate entre lui et l'archonte Beshara.
Pendant son patriarcat, il émet un ordre interdisant aux moines de vivre dans le monde et leur ordonnant de retourner dans leurs monastères. Les moines, furieux de cette injonction, s'y refusent  et s'abstiennent d'y obéir. Selon l'église copte « Satan, l'ennemi du bien », pousse l'un des moines nommé Kodsy, à écrire une pétition au gouverneur musulman (Basha), accusant le pape « d'avoir torturé le peuple et de l'avoir tué ». Le gouverneur  ordonne une enquête pour découvrir la vérité. Le moine a nie avoir écrit la pétition et le pape est disculpé des accusations reprises dans la pétition du plaignant, il condamne cependant le patriarche à une lourde amende qui est payée par les dirigeants laïcs du pays.
Le 21 de Tubah, 1365 A.M., un décret des autorités musulmanes interdit aux chrétiens de monter à cheval, de porter des caftans rouges (un vêtement extérieur à manches longues) et des calottes crâniennes en drap rouge. Ils doivent porter uniquement des caftans bleus de trente pieds de long. Le patriarche se rend ensuite en Haute-Égypte et y reste quatre ans, pendant lesquels il amasse beaucoup d'argent et mène grand train, au point que tout le peuple, les évêques, les prêtres et les chefs laïcs de la communauté copte, sont exaspérés part sa conduite dispendieuse. Le différend, qui l'opposait à l'archonte Beshara, perdure jusqu'à son retour au Caire. Il se réconcilie ensuite avec lui, et son comportement s'est redressé par la suite. Il a fait édifier la salle de prière dans le couvent de l'église de la vierge à Haret Zeewaila au Caire. Le Pape Marcos meurt le 15 de Barmoudah, 1372 A.M. c'est-à-dire le 20 avril 1656 AD et il est inhumé dans l'église d'Abu Saifain dans le Vieux-Caire, après avoir occupé sa fonction pendant exactement dix années. Il fut le contemporain des sultans ottomans  Ibrahim Ier et Mehmet IV, et après sa mort le siège patriarcal serait resté vacant: quatre années, sept mois et seize jours.